# Xã Sadsbury, Quận Lancaster, Pennsylvania
Xã Sadsbury (tiếng Anh: Sadsbury Township) là một xã thuộc quận Lancaster, tiểu bang Pennsylvania, Hoa Kỳ. Năm 2010, dân số của xã này là 3.395 người.